# Oriole jaune
Icterus nigrogularis
Espèce
Répartition géographique
Statut de conservation UICN

 LC  : Préoccupation mineure
L'Oriole jaune (Icterus nigrogularis) est une espèce d'oiseaux de la famille des ictéridés. 

## Description
Il mesure environ 20 cm de long pour un poids de 38 g.

## Habitat
Cet oiseau fréquente divers types de forêts, pourvu que celles-ci soient clairsemées et que s’y trouvent des lisières.  On le voit également dans les jardins et les plantations.

## Nidification
Le nid est un panier suspendu d’environ 40 cm de long placé au bout d’une branche souvent haut dans un arbre.  Les œufs sont au nombre de 2 à 3.  Le Vacher luisant parasite parfois son nid.

## Répartition et sous-espèces
Selon la classification de référence du Congrès ornithologique international (15.1, 2025) il se répartit en quatre sous-espèces (ordre phylogénique) :
- I. n. nigrogularis (Hahn, 1819) – de la Colombie à l'Amapá ;
- I. n. curasoensis Ridgway, 1884 – îles Sous-le-Vent ;
- I. n. helioeides A.H. Clark, 1902 – île Margarita ;
- I. n. trinitatis Hartert, 1914 – Trinité.